# Wybory prezydenckie na Komorach w 2010 roku

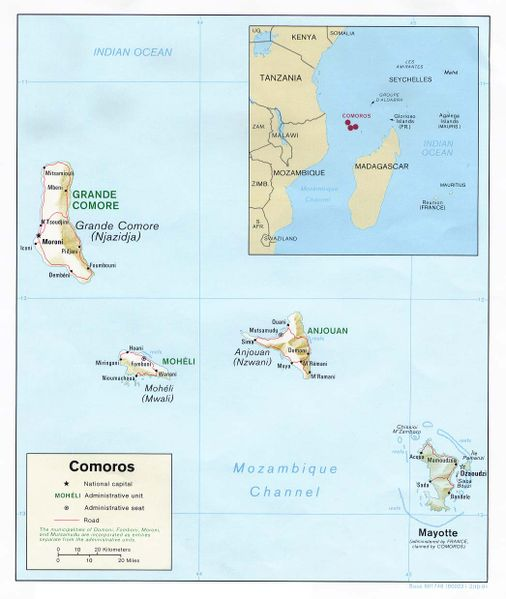
Mapa Komorów

Wybory prezydenckie na Komorach w 2010 roku – wybory na urząd prezydenta Komorów przeprowadzone 7 listopada 2010. W pierwszej turze wyborów zwyciężył Ikililou Dhoinine, który zmierzył się 26 grudnia 2010 w drugiej turze głosowania z kandydatami z dwóch kolejnych miejsc, ponownie pokonując rywali.

## Organizacja wyborów
Zgodnie konstytucją, przyjętą w wyniku referendum w grudniu 2001, prezydent Komorów wybierany jest w głosowaniu powszechnym na 4-letnią kadencję. Urząd prezydenta rotuje między trzema wyspami tworzącymi federację i posiadającymi szeroką autonomię wewnętrzną. W wyniku wyborów z kwietnia 2002, stanowisko prezydenta przypadło Azaliemu Assoumaniemu z Wielkiego Komoru. 26 maja 2006 urząd objął natomiast Ahmed Abdallah Sambi z wyspy Anjouan. W 2010 urząd przypadał zatem mieszkańcowi najmniejszej wyspy Mohéli.
Prezydent Sambi w maju 2009 zorganizował referendum konstytucyjne w celu wydłużenia swojej kadencji o 18 miesięcy (do listopada 2011), by jak tłumaczył zsynchronizować daty wyborów prezydenckich i wyborów gubernatorów trzech wysp. Pomimo sprzeciwu mieszkańców wyspy Mohéli, zmiana konstytucji została zatwierdzona w referendum. W marcu 2010 parlament, przy bojkocie ze strony opozycji (politycy z Mohéli), wyznaczył datę wyborów prezydenckich na 27 listopada 2011.
Zmianę planów wyborczych spowodował dopiero wyrok Sądu Konstytucyjnego z maja 2010, który uznał unieważnił zmianę konstytucji i uznał, że kadencja prezydenta Sambiego kończy się 26 maja 2010. Orzekł jednocześnie, że do czasu przeprowadzenia nowych wyborów prezydent może zachować ograniczone prerogatywy. W kraju rozpoczęły się negocjacje na ten temat toczone pod auspicjami Unii Afrykańskiej (UA). 16 czerwca 2010 przedstawiciele trzech wysp, dzięki mediacji UA, zawarli porozumienie i wyznaczyli datę pierwszej tury wyborów prezydenckich (oraz pierwszej tury wyborów gubernatorów trzech wysp) na 7 listopada 2010 oraz datę drugiej tury na 26 grudnia 2010.

## Kandydaci i I tura wyborów
W pierwszej turze wyborów prezydenckich 7 listopada 2010 brali udział wyłącznie mieszkańcy wyspy Mohéli, której przypadała prezydentura kraju. W wyborach brało udział 10 kandydatów, spośród których do ogólnokrajowej drugiej tury kwalifikowało się pierwszych trzech kandydatów z najlepszym wynikiem.
8 listopada 2010 komisja wyborcza opublikowała wyniki głosowania, według których zwyciężył Ikililou Dhoinine (27% głosów), dotychczasowy wiceprezydent Komorów z partii prezydenta Sambiego. Drugie miejsce zajął Mohamed Said Fazul (22% głosów), były gubernator Mohéli, a trzecie Bianrifi Tarmidi (11%), były premier Komorów; obaj znajdowali się w opozycji w stosunku do rządu Sambiego. Frekwencja wyborcza wyniosła 65%.
Jednakże 13 listopada 2010 Sąd Konstytucyjny unieważnił część wyników wyborów, poprzez co do II tury głosowania zamiast Bianrifiego Tarmidiego zakwalifikował się Abdou Djabir. Według ostatecznych wyników Dhoinine uzyskał 28% głosów, Fazul – 23%, Djabir – 9,9%, a Tarmidi – 9,3%. Frekwencja wyborcza wyniosła 67,10%. Uprawnionych do głosowania było 21,4 tys. osób.
- Szczegółowe wyniki I tury wyborów prezydenckich:

| Kandydat       | Kandydat               | Wyniki według komisji wyborczej | Wyniki według komisji wyborczej | Wyniki według Sądu Konstytucyjnego (ostateczne) | Wyniki według Sądu Konstytucyjnego (ostateczne) |
| Kandydat       | Kandydat               | Liczba głosów                   | %                               | Liczba głosów                                   | %                                               |
|                | Ikililou Dhoinine      |                                 | 26,91%                          | 3 785                                           | 28,19%                                          |
|                | Mohamed Said Fazul     |                                 | 21,65%                          | 3 080                                           | 22,94%                                          |
|                | Abdou Djabir           |                                 | 9,33%                           | 1 327                                           | 9,88%                                           |
|                | Bianrifi Tarmidhi      |                                 | 10,90%                          | 1 250                                           | 9,31%                                           |
|                | Said Dhoifir Bounou    |                                 | 8,08%                           | 1 154                                           | 8,59                                            |
|                | Hamada Madi Boléro     |                                 | 7,43%                           | 1 060                                           | 7,89%                                           |
|                | Mohamed Larif Oukacha  |                                 | 6,90%                           | 977                                             | 7,29%                                           |
|                | Mohamed Hassanaly      |                                 | 3,66%                           | 523                                             | 3,90%                                           |
|                | Abdoulhakim Ben Allaou |                                 | 3,31%                           | 208                                             | 1,55%                                           |
|                | Zahariat Said Ahmed    |                                 | 1,83%                           | 63                                              | 0,47%                                           |
| Głosy nieważne | Głosy nieważne         |                                 |                                 | 391                                             |                                                 |
| Razem          | Razem                  |                                 | 100%                            | 14 378                                          | 100%                                            |
| Źródło:        |                        |                                 |                                 |                                                 |                                                 |

## II tura wyborów
W drugiej turze wyborów 26 grudnia 2010 brali udział wszyscy obywatele Komorów, wybierając na prezydenta jednego z trojga kandydatów. Uprawnionych do głosowania było ok. 380 tys. osób spośród ok. 650  tys. mieszkańców. Lokal wyborcze zostały otwarte o godzinie 8:00. W stolicy, Moroni, w dniu głosowania wprowadzony został zakaz ruchu drogowego. Głosowanie przebiegło w pokojowej atmosferze, bez żadnych zakłóceń.
29 grudnia 2010 komisja wyborcza opublikowała oficjalne wyniki wyborów, według których zwycięstwo uzyskał Ikililou Dhoinine, zdobywając ponad 61% głosów poparcia. Kandydat opozycji, Mohamed Said Fazul, zdobył niecałe 33% głosów, a kandydat niezależny Abdou Djabir ponad 6%. Frekwencja wyborcza wyniosła 50,96%
Szef krajowej misji obserwacyjnej uznał wybory za "generalnie wolne i przejrzyste", a cały proces wyborczy za "dopuszczalny". Opozycja odrzuciła wyniki głosowania i oskarżyła władze o fałszerstwa. Fazul stwierdził, że fałszerstwa były "aż tak rozlegle, że podważyły wiarygodność głosowania w wielu lokalach wyborczych na wyspach Anjouan i Wielki Komor".
- Wyniki II tury wyborów:

| Kandydat       | Kandydat           | Liczba głosów | %      |
| -------------- | ------------------ | ------------- | ------ |
|                | Ikililou Dhoinine  | 111 279       | 61,12% |
|                | Mohamed Said Fazul | 59 437        | 32,65% |
|                | Abdou Djabir       | 11 339        | 6,23%  |
| Głosy nieważne | Głosy nieważne     | 13 812        |        |
| Razem          | Razem              | 195 867       | 100%   |
| Źródło:        |                    |               |        |